# Cieszkowy
Cieszkowy is een plaats in het Poolse district  Kazimierski, woiwodschap Święty Krzyż. De plaats maakt deel uit van de gemeente Czarnocin en telt 250 inwoners.